# Lébenga
Lébenga est une localité située dans le département de Tougo de la province du Zondoma dans la région Nord au Burkina Faso.

## Géographie
Lébenga se trouve sur la rive droite de la Volta blanche à environ 4 km au nord de Tougo.

## Santé et éducation
Le centre de soins le plus proche de Lébenga est le centre de santé et de promotion sociale (CSPS) de Tougo tandis que le centre médical avec antenne chirurgicale (CMA) de la province se trouve à Gourcy.